# Plan de guerre noir
Le plan de guerre noir (War Plan Black en anglais) était un des plans arc en ciel. Le plan de guerre noir était le nom d'un plan militaire américain destiné à combattre l'Allemagne au début du XXe siècle. La version la plus connue fut conçue comme un plan d'urgence au cours de la Première Guerre mondiale dans le cas où la France aurait été vaincue et que les Allemands auraient tentés de s'emparer des possessions françaises dans les Caraïbes ou de lancer une attaque sur la côte Est. Les États-Unis devaient établir des champs de mines et avoir des sous-marins en patrouille sur les lieux sur lesquels l’Allemagne pourraient prendre pied dans les Caraïbes. Le plan fut révisé en 1916 pour concentrer le gros de la flotte navale américaine en Nouvelle-Angleterre, et à partir de là, défendre les États-Unis contre la marine allemande. Après la défaite de l'Allemagne, le plan perdit de son importance.